# Cope (Carolina del Sud)
Cope és una població dels Estats Units a l'estat de Carolina del Sud. Segons el cens del 2000 tenia 107 habitants.

## Demografia
Segons el cens del 2000, Cope tenia 107 habitants, 38 habitatges i 28 famílies. La densitat de població era de 165,3 habitants/km².
Dels 38 habitatges en un 36,8% hi vivien nens de menys de 18 anys, en un 39,5% hi vivien parelles casades, en un 26,3% dones solteres, i en un 26,3% no eren unitats familiars. En el 21,1% dels habitatges hi vivien persones soles el 2,6% de les quals corresponia a persones de 65 anys o més que vivien soles. El nombre mitjà de persones vivint en cada habitatge era de 2,82 i el nombre mitjà de persones que vivien en cada família era de 3,29.
Per edats la població es repartia de la següent manera: un 32,7% tenia menys de 18 anys, un 3,7% entre 18 i 24, un 31,8% entre 25 i 44, un 20,6% de 45 a 60 i un 11,2% 65 anys o més.
L'edat mediana era de 35 anys. Per cada 100 dones de 18 o més anys hi havia 80 homes.
La renda mediana per habitatge era de 28.056$ i la renda mediana per família de 28.125$. Els homes tenien una renda mediana de 25.625$ mentre que les dones 30.417$. La renda per capita de la població era de 18.243$. Entorn del 20% de les famílies i el 24,4% de la població estaven per davall del llindar de pobresa.

## Poblacions més properes
El següent diagrama mostra les poblacions més properes.